# 왕립 아일랜드 경찰대 보조사단

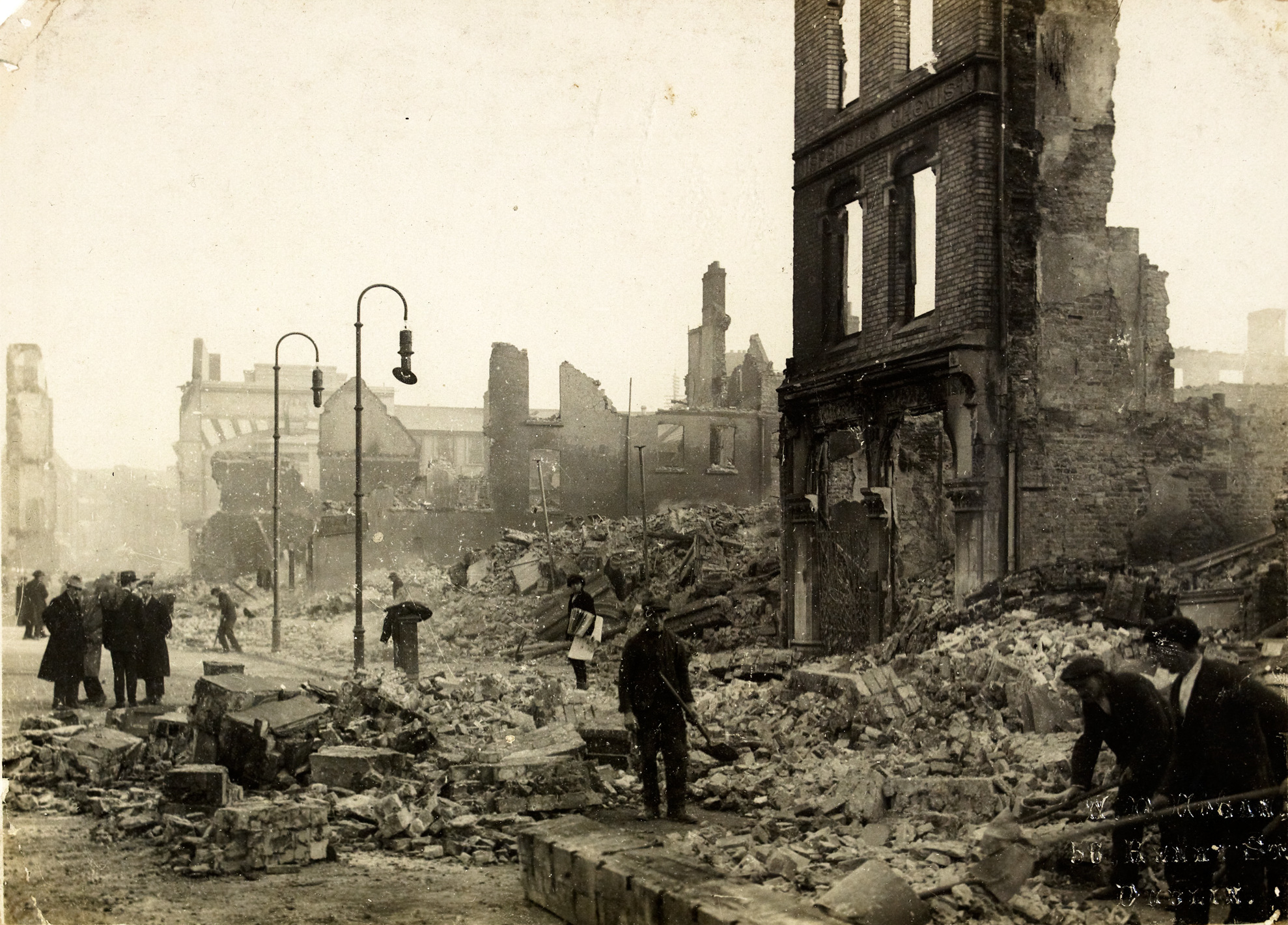
1920년 12월 코크시 방화사건의 잔해.

왕립 아일랜드 경찰대 보조사단(영어: Auxiliary Division of the Royal Irish Constabulary; ADRIC)은 아일랜드 독립전쟁 당싯 왕립 아일랜드 경찰대(RIC) 산하에 있었던 준군사조직이다. 1920년 7월 전직 영국 육군 장교들을 모집해 만들어졌다. 주 임무는 아일랜드 공화국군(IRA)를 상대로 한 대분란전이었다. ADRIC는 IRA에 대한 보복으로 아일랜드 민간인들을 해쳐서 아일랜드인들에게 증오의 대상이 되었다. 대표적인 사례로 1920년 12월의 코크시 방화사건이 있다.
사병 출신들로 모집한 블랙 앤 탠스와는 다른 것이다. 1922년 영국-아일랜드 조약이 체결되면서 RIC가 해체되자 그 산하기관 ADRIC도 해산되었다.